# 赫梅萊瓦 (伊凡諾-法蘭科夫斯克州)
48°51′15″N 25°27′44″E / 48.85417°N 25.46222°E
赫梅萊瓦（烏克蘭語：Хмелева）是烏克蘭的村落，位於該國西部伊萬諾-弗蘭科夫斯克州，由科洛梅亚区負責管轄，處於德涅斯特河畔，始建於1750年，面積7.49平方公里，2001年人口299。